# Kathleen Martínez
Kathleen Teresa Martínez Berry (née en 1966) est une avocate, archéologue et diplomate dominicaine. Elle est devenue connue pour ses recherches du tombeau de Cléopâtre dans le temple de Taposiris Magna en Égypte.

## Biographie

### Jeunesse et formation
Kathleen Martínez est née à Saint-Domingue en 1966. Son père Fausto Martínez est un professeur et juriste. Sa mère est d'origine franco-anglaise.
Comme son père, elle a étudié le droit, fréquentant l'université nationale Pedro Henríquez Ureña (en) et allant étudier l'anglais à l'université Brown aux États-Unis. Elle a obtenu son diplôme à 19 ans et a commencé à travailler comme avocate.
Elle est également titulaire d'une maîtrise en finance et en archéologie (en réalité, aucun mémoire en archéologie est enregistré au nom de Kathleen Martinez dans les Universités qu'elle est supposée avoir fréquentées, les sources quant à ce sujet se contredisant souvent).

### Enquêtes sur Cléopâtre
D'après Kathleen Martínez, sa passion pour Cléopâtre est née d'une dispute qu'elle a eu avec son père en 1990 et un groupe d'amis qui considéraient qu'elle n'avait pas fait de choses très significatives dans sa vie. Elle a déclaré qu'étudier l'histoire de Cléopâtre, indépendamment de la propagande romaine et des siècles de préjugés contre les femmes lui a permis de découvrir une femme en avance sur son temps, qui a étudié à l'université et qui a dû subir le dénigrement des Romains[réf. nécessaire].
« Elle [Cléopâtre] connaissait la médecine, les lois ; elle était philosophe, poète », explique Martínez. Après avoir avancé dans ses recherches, elle découvre la différence entre les textes orientaux et ceux écrits par les Romains. Elle a étudié – explique-t-elle – les textes canoniques en détail, en particulier le récit de Plutarque sur l'alliance de Marc Antoine avec Cléopâtre.

### À la recherche du tombeau de Cléopâtre
Son hypothèse initiale est que Cléopâtre étant considérée comme la représentation d'Isis, elle aurait choisi d'être enterré dans un temple dédié à la déesse. À partir des descriptions de Strabon sur l'Égypte ancienne, elle identifie vingt et un lieux associées à Isis. Après avoir exclu certains temples, elle en localise un à la périphérie d'Alexandrie qui répond à tous ces critères pour être celui qui abritait le tombeau : le temple de Taposiris Magna.
Cette théorie est en contradiction avec l'hypothèse développée par l'explorateur français Franck Goddio et l'Institut européen d'archéologie sous-marine, recherchant le tombeau dans un palais d'Alexandrie qui avait été enseveli sous l'eau par un tremblement de terre, dont les fouilles ont repris en 1992,.
Martínez a effectué son premier voyage en Égypte en 2002. Elle réussit à contacter Zahi Hawass, l'archéologue et directeur du Conseil suprême des antiquités, et à visiter quelques temples. Après avoir visité Taposiris Magna, elle retourne dans son pays et décide de préparer un projet avec le soutien de l'université catholique de Saint-Domingue (en) pour commencer les fouilles.
Kathleen Martínez a elle-même financé la première expédition et bien d'autres. Les travaux ont commencé en 2004. En 2005, elle décide de quitter sa pratique du droit pour s'installer en Égypte et se consacrer à l'archéologie.
Martinez a reçu un passeport diplomatique,,.

### Fouilles à Taposiris Magna
Taposiris Magna, le temple présenté par Martinez comme habritant la tombe de Cléopâtre, se trouve au bord du lac Mariout à Borg El Arab, à environ 50 kilomètres à l'ouest d'Alexandrie. Ce n’était pas la première fois qu’il était fouillé ; la première expédition avait été envoyée par Napoléon. Les autorités égyptiennes le considéraient comme un temple inachevé et sans importance.
Durant les fouilles menées par Martinez, une stèle hiéroglyphique et démotique a également été localisée, indiquant que le temple était considéré comme une terre sainte. En 2011, le magazine National Geographic a consacré sa couverture et un reportage au projet.
En 2018, il a été annoncé que quinze catacombes, 800 corps et 14 momies, tous datant de la même période[Quand ?], ont été retrouvées.
En 2021, l'équipe d'archéologues dirigée par Kathleen Martinez ont annoncé la découverte de tombes anciennes vieilles de 2 000 ans aux langues d'or datant des périodes grecque et romaine à Taposiris Magna. L’équipe a également mis au jour des amulettes en feuille d’or sous forme de langues placées pour parler avec le dieu Osiris dans l’au-delà.[réf. nécessaire]
Une des momies portait une couronne ornée de cornes et le serpent cobra sur le front et l'autre était représentée avec des décorations dorées représentant le large collier,.

#### Utilisation de la technologie archéologique
En 2008, un radar pénétrant dans le sol (GPR) a été utilisé pour faciliter les recherches. Il a détecté la présences de plusieurs tunnels et couloirs souterrains situés environ 20,7 m sous terre, ainsi que trois structures pouvant être des chambres funéraires.
En 2016, de nouvelles recherches par GPR ont permis de détecter de nouvelles chambres et suivre l'étendue des tunnels déjà découverts, accélérant potentiellement les travaux d'excavation.
En janvier 2019, une rumeur a commencé à circuler sur la possibilité que la découverte de la tombe de Cléopâtre soit imminente. Hawass a démenti la nouvelle dans un article du journal Al-Ahram, affirmant que la thèse selon laquelle les tombes se trouvaient à Taposiris Magna était celle de Kathleen Martínez, qu'il n'y croyait pas car « les Égyptiens n'ont jamais enterré à l'intérieur d'un temple", étant donné que "les temples étaient destinés au culte, et celui-ci était destiné à la déesse Isis. Il est donc peu probable que Cléopâtre y ait été enterrée".

### Exposition au Musée du Caire
Le 18 avril 2018, le Musée du Caire a inauguré l'exposition « 10 ans d'archéologie dominicaine en Égypte », où sont présentés les avancées, les réalisations et plus de 350 éléments architecturaux découverts par Martínez de la dynastie ptolémaïque. Les artefacts présentés témoignent de la vie quotidienne, des activités administratives et religieuses ainsi que des rôles royaux et sociaux qui ont émergé à la fin de la période ptolémaïque. L'exposition a mis en lumière la première contribution de l'Amérique latine à la science de l'égyptologie.
La principale pièce de l'exposition est une stèle où est inscrit un décret du pharaon Ptolémée V révélant la date de construction du temple entre 221 et 203 avant notre ère et démontrant, selon Martínez, l'importance de ladite construction religieuse dédiée à la déesse Isis.

## Prix et distinctions
- Prix national de la jeunesse de la République dominicaine (es) (2010)[3]
- Cultural Personality of the Year Award (2011)[3]
- Recognition of the Foreign Ministry of the Dominican Republic "for her substantial contributions to universal culture and for placing the Dominican Republic on the world map of the intellectual community" (décembre 2018)[16].